# Silsoe
Silsoe är en ort och civil parish i Storbritannien.   Den ligger i kommunen Central Bedfordshire i riksdelen England, i den södra delen av landet, 60 km norr om huvudstaden London. Silsoe ligger 68 meter över havet och antalet invånare är 1 768.
Terrängen runt Silsoe är platt. Runt Silsoe är det tätbefolkat, med 308 invånare per kvadratkilometer. Närmaste större samhälle är Luton, 14,3 km söder om Silsoe. Trakten runt Silsoe består till största delen av jordbruksmark.